# Ojos de Brujo

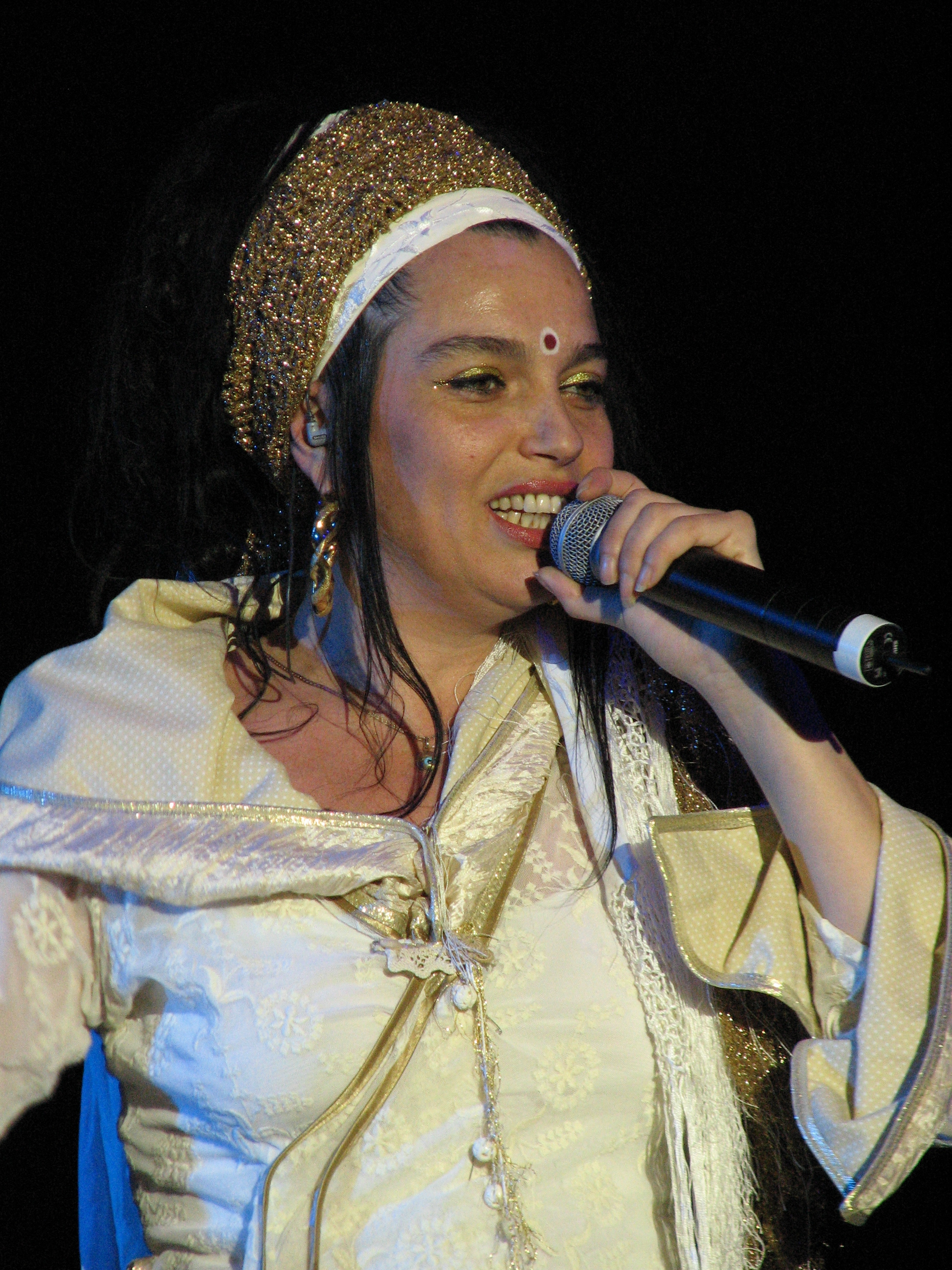
Marina "la Canillas", sångerskan i Ojos de Brujo

Ojos de Brujo är en musikgrupp som bildades i Barcelona, Spanien 1996. Bandet är känt för att blanda olika musikstilar, framför allt flamenco och stilar som reggae, hiphop, rock och electronica. Ojos de Brujo betyder på svenska Trollkarlsögon.

## Historia
Projektet Ojos de Brujo skapades i Barcelona 1996 från olika Jam sessions, med musiker från Barcelonas musikscen vid den tiden. Från dessa träffar växte låtarna som bildar den första skivan, Vengue, fram. Skivan släpptes 1999, förutom i Spanien, även i andra europeiska länder som Belgien, Nederländerna, Frankrike och Tyskland. Bandet gav sig ut på en europaturné för att marknadsföra skivan, och den sålde i 40 000 exemplar. 
Gruppen består i grunden av Ramón Giménez, Juanlu, Marina "la canillas", Xavi Turull, Panko, Sergio Ramos och Maxwell Wright, men genomför många samarbeten med andra artister på skivor och konserter.
2002 bildade Ojos de Brujo sitt eget skivmärke, La Fábrica de Colores (färgfabriken) och har under detta märke släppt tre skivor: Barí, Techarí och liveskivan Techarí Live.

## Diskografi
- Vengue (1999)
- Barí (2002)
- Techarí (2006)
- Techarí live (2007)
- Aocaná (2009)

## Videografi
- Girando Barí (2005)
- Techarí live (2007)